# Hải miên joubini
Scolymastra joubini là một loài hải miên (bọt biển) khổng lồ, nó có lẽ là loài sống lâu nhất trong thế giới động vật với tuổi thọ khoảng 10.000 năm, với một số tài liệu cho rằng tuổi thọ tối đa của chúng đạt tới 15.000 năm hay có cá thể tại biển Ross được ước tính sống tới 23.000 năm . Một số nhà khoa học xếp nó vào chi Anoxycalyx cùng trong lớp Hải miên kính.

## Miêu tả
Scolymastra joubini được đoàn thám hiểm châu Nam Cực của người Pháp, trong giai đoạn từ năm 1908 đến 1910 dưới sự chỉ huy của tiến sĩ Jean Baptiste Charcot, phát hiện ra. Năm 1916 nó đã được nhà hải miên học người Pháp là Emile Topsent miêu tả lần đầu tiên. Nó được đặt tên theo tên của Louis Joubin, một giáo sư làm việc tại bảo tàng động vật tại Paris. Nó có sự trao đổi chất nhỏ nhất và như thế có sự trao đổi oxy ít nhất trong số các loài động vật. Hải miên joubini trưởng thành có thể đạt tới kích thước cao tới 2 m và đường kính khoảng 1,4 m. Hình dáng gần giống như củ cải và có màu từ vàng nhạt đến trắng. Khu vực sinh sống là các vùng biển ven châu Nam Cực kéo dài tới quần đảo Nam Shetland, ở độ sâu từ 45 đến 441 m. Trong tiếng Anh, nó được gọi là "Volcano sponge". Năm 1996, các nhà khoa học Đức của Viện nghiên cứu vùng cực và đại dương mang tên Alfred Wegener, tại Bremerhaven, sử dụng phương pháp đo lượng oxy trao đổi đã xác định tuổi thọ của loài sinh vật này là khoảng 10.000 năm, sau đó nhà khoa học người Mỹ là Paul Dayton đã xác định sự phát triển của chúng với sai số khoảng 10 năm. Các kẻ thù nguy hiểm nhất của Scolymastra joubini là các loài sên biển (Doris kerguelenensis) và sao biển (Acodontaster conspicuus).